# Стефан Кнежевич
Стефан Кнежевич е францисканец, учен-теолог, Софийски архиепископ през XVII в. Неговото време е било най-бурно за българското католичество, поради Чипровското въстание от 1688 г., в което активно участие взема католическото население в Северозападна България.

## Биография
Стефан Кнежевич е роден през 1621 г. в Чипровци в знатния род Кнежевичи, роднина е на Петър Парчевич. В италиански документи фамилията му е изписвана като „оди Конти“.
Петър Богдан умира през 1674 г. По същото време умират и Петър Парчевич, Филип Станиславов и Франческо Соимирович, като оставят вакантни няколко епископски престола. На 1 март 1677 г. Стефан Кнежевич е ръкоположен за Софийски архиепископ. По време на Чипровското въстание от 1688 г. той е сред главните му организатори, като поддържа кореспонденция с хабсбургското правителство.
Поради жестокото потушаване на въстанието хиляди католици са прогонени от родните си места във Влашко. В писмо от 8 май 1689 г., Кнежевич пише, че Чипровец в края на 1688 г. е бил напълно разорен. В същото писмо пише за 7 свои братовчеди, отведени в плен, и че той е много загрижен да намери средства за да ги откупи. В друго писмо от 10 януари 1689 пише, че въпреки големият страх другите павликяни извън Чипровец не са пострадали.
През януари 1690 г., българските заселници във Влашко биват нападнати от татарите. Те не убивали и не отвеждали в плен, а само ограбвали всичко. Архиепископ Кнежевич, който бил в Търговище (Румъния) по това време, оставили само по бели гащи, без риза, като му взели всичко, дори и епископската мантия. Оттук той избягва в Брашов, от където моли Конгрегацията да го снабди с ново епископско облекло, за да може да изпълнява задълженията си.
За всички трудности сполетели населението през този период се говори в един рапорт до пропагандата от Антоний Стефанов - Никополски епископ от 5 март 1690 г. След много препятствия и страдания, Кнежевич успява да избяга в Трансилвания и се настанява в Херманщат. Там той бива радушно приет от генерал Фридрих Ветерани и заживява сравнително спокойно.
Стефан Кнежевич умира на 28 октомври 1691 г. в град Сибин (Седмиградско), от там тялото му бива пренесено в Карлсбург и погребано в езуитската църква.

### Създаване на религиозна провинция в Българските земи
Кнежевич издействувал францисканската кустодия, основана в българските земи, да бъде въздигната в статут на религиозна провинция. Тя продължила да съществува още почти цял век и след чипровското разорение, обхващайки земи освен от Българско, още и във Влашко и Трансилвания, след което структурата била закрита.